# Bacillales
Bacillales je řád grampozitivních bakterií, které patří do kmene Firmicutes a třídy Bacilli. Reprezentativními rody jsou Bacillus, Listeria a Staphylococcus. Mezi rody, které jsou tzv. incertae sedis z tohoto řádu patří: Acidibacillus, Desuifuribacillus, Trigonala, Carbobacillus.